# Zwickau
Zwickau (nom historique français : Zuickau; en allemand : /ˈt͡svɪkaʊ̯/,, ? Écouter [Fiche]; en dialecte saxon, Zwigge) est la quatrième plus grande ville de la région de la Saxe et forme une métropole.
Membre de la Metropolregion Mitteldeutschland (région métropolitaine de l'Allemagne centrale), elle regroupe en son sein, le chef-lieu de l'arrondissement de Zwickau.
À travers l'urbanisation grandissante des zones urbaines excentrées apparue depuis 2000, la superficie de la ville n'a cessé de croître, rendant ainsi la vallée de la Zwickauer Mulde quasiment entièrement urbanisée.
La Sächsische-Böhmische Silberstraße (route de l'argent saxonne-bohémienne), très prisée par les automobilistes, captivante pour ses riches paysages et dotée de nombreux sites touristiques, relie l'Erzgebirge à l'ouest, la vieille ville de montagne de Zwickau et la capitale du Land qu'est Dresde.
Le Territorio Zcwickaw trouve sa première dénomination en 1118. Durant quasiment 800 ans, la houille y fut exploitée, au même titre que dans les régions avoisinantes. La commune évolua de ce fait en un important bassin minier (Zwickauer Steinkohlenrevier).
Ville de l’Électorat de Saxe jusqu'en 1806, dès 1834-1835 siège de district du Royaume de Saxe, puis à partir de 1874, siège de la Kreishauptmannschaft (remplacée en 1939 en tant que district) et devenue de 1907 jusqu'à 2008, une ville-arrondissement, Zwickau n'a cessé jusqu'à récemment encore, de jouer un rôle prépondérant dans la région.
Au cours du processus de reconstruction complète des structures administratives, afin d'imposer le prétendu centralisme démocratique aux temps de la RDA, Zwickau perdit en 1953 son rang de siège de gouvernement d'arrondissement obtenu en 1834.
Depuis 2008, la ville de Zwickau n'est donc plus une ville-arrondissement et est incorporée dans le nouvel arrondissement formé, actuellement en vigueur.
Berceau de l'industrie automobile saxonne forte de plus d'un siècle de tradition en termes de production de véhicules, cette dernière vit le jour au début du vingtième siècle avec la fondation des usines d'Horch en 1904, d'Audi en 1909-1910, celles-ci conduites successivement au cours des années 1930-1940 par Auto Union et au temps de la RDA par les usines Sachsenring. Après la fin de la division en zones d'occupation de l'Allemagne, Volkswagen fonda, dans le quartier qu'est aujourd'hui, Mosel, une des plus grandes sociétés parmi les nouveaux Länder d'Allemagne qui poursuit cette tradition de la construction automobile. 
En 1810, naquit le célèbre compositeur romantique Robert Schumann.
Le August-Horch-Museum, la Westsächsische Hochschule Zwickau (Université ouest-saxonne de Zwickau) et le Robert-Schumann-Konservatorium sont des centres de formation et de culture connus au-delà même de l'échelle régionale de la Saxe.

## Géographie

### Situation géographique
La ville ouest-saxonne de Zwickau se situe dans une vallée alluviale étendue à l'entrée du Westerzgebirge et du Vogtland. Celle-ci occupe une partie de la surface de l'espace naturel dans les bassins de l'Erzgebirge de sorte que suive le courant de la Zwickauer Mulde. Le centre-ville se situe à une hauteur géographique de 267 mètres, non loin de la rive ouest de la Zwickauer Mulde. À proximité immédiate en face de la rive-est de la Zwickauer Mulde s'élève abruptement le Brückenberg (montagne-pont) avec ses caves de montagne issues du Moyen-Âge. Dans l'est se trouvent aux portes de la ville de Mülsen, la commune la plus étendue. A l'ouest, domine après une douce pente en direction de la commune limitrophe de Werdau, le Windberg (montagne au vent) à 350 mètres de hauteur, photographié en vue panoramique ci-dessus. À cela se trouve également en direction du nord le Zwickauer Stadtpark (parc communal de Zwickau formé presque exclusivement d'une forêt d'essences mixtes. Au nord, le domaine de la ville s'étend en longueur par la féconde vallée alluviale de la Zwickauer Mulde en direction de Crimmitschau, Meerane et Glauchau, où non loin, derrière l'usine Volkswagen de Zwickau, passe la frontière de la ville. En amont, Zwickau a, au sud, une délimitation commune avec la ville de Wilkau-Haßlau. Au sud-ouest s'élève depuis la vallée, la Zwickauer Mulde au sortant du quartier de Zwickau-Planitz, dont les constructions les plus marquantes sont celles de la Lucaskirche (église de Lucas) et du Oberplanitzer Wasserturm, ce dernier situé tout près du SOS-Kinderdorf appartenant à l'ensemble de châteaux de Planitz. Les autres plus grandes élévations entourantes sont le Kreuzberg (montagne de la croix) (398 mètres), le Fernblick (377 m), l'Alexanderhöhe (362 m), le Krähenhügel (colline des corbeaux) (360 m) und der Kuhberg (montagne de la vache) (358 m). La ville s'étend, en direction nord-sud, sur 20 kilomètres et en direction est-ouest sur près de 11 kilomètres. Les 75 kilomètres de long de passage de la frontière de la ville ressemblent vaguement à la silhouette de l'Afrique.

### Division de la ville
Le territoire de la ville est divisé en cinq districts : 
- Mitte (centre)
- Ost (est)
- Nord
- West (ouest)
- Süd (sud)

Chaque district est composé jusqu'à 9 quartiers.
Les premiers des récents rattachements entrepris dans les années 1990 à la suite de ceux de Rottmannsdorf, Crossen, Cainsdorf, Mosel, Oberrothenbach et Schlunzig, sont, en même temps des localités, conformément à l'esprit des § 65-69 du Sächsischen Gemeindeordnung. Les localités furent introduites par le statut principal de Zwickau et ont un conseil local élu par la population, qui selon le nombre d'habitants de la commune, possède entre quatre et six membres. Le directeur du conseil local est le représentant local.
Les cinq districts de la ville avec leurs divisions administratives et leurs numéros sont :
- Stadtbezirk Mitte (11–15) : Innenstadt (11), Mitte-Nord (12), Mitte-West (13), Mitte-Süd (14), Nordvorstadt (15)
- Stadtbezirk Ost (21–28) : Territoire de l'Äußere Dresdner Straße / Pöhlauer Straße (21), Eckersbach Siedlung (22), Pöhlau (23), Auerbach (24), Eckersbacher Höhe (E 5/1) (25), Eckersbacher Höhe (E 5/2 et E 5/3) (26), Eckersbacher Höhe (E 1 jusqu'à E 4) (27), Gebiet Talstraße / Trillerberg (28)
- Stadtbezirk Nord (31–39) : Pölbitz (31), Weißenborn (32), Niederhohndorf (33), Hartmannsdorf (34), Oberrothenbach (35), Mosel (36), Crossen (37), Schneppendorf (38), Schlunzig (39)
- Stadtbezirk West (41–44) : Territoire de Reichenbacher Straße et Freiheitssiedlung (41), Marienthal Ost (42), Marienthal West (43), Brand (44)
- Stadtbezirk Süd (51–59) : Bockwa (51), Oberhohndorf (52), Schedewitz (53), Niederplanitz (54), Neuplanitz (55), Hüttelsgrün (56), Oberplanitz (57), Rottmannsdorf (58), Cainsdorf (59)

### Rattachements
Jadis villes autonomes, communes et territoires communaux, elles furent successivement rattachées à la ville de Zwickau :
| Date       | Villes, communes ou territoires communaux rattachés                         |
| ---------- | --------------------------------------------------------------------------- |
| 01.01.1895 | Pölbitz                                                                     |
| 01.10.1902 | Marienthal                                                                  |
| 01.01.1905 | Eckersbach                                                                  |
| 01.01.1922 | Weißenborn                                                                  |
| 01.01.1923 | Schedewitz                                                                  |
| 01.04.1939 | Brand et Bockwa                                                             |
| 01.01.1944 | Oberhohndorf et la ville de Planitz (Oberplanitz et Niederplanitz)          |
| 04.12.1952 | Auerbach, Pöhlau et Niederhohndorf                                          |
| 01.01.1993 | Hartmannsdorf                                                               |
| 01.04.1996 | Rottmannsdorf                                                               |
| 01.10.1996 | Crossen et Schneppendorf                                                    |
| 01.01.1999 | Cainsdorf, Mosel, Oberrothenbach, Schlunzig, Hüttelsgrün, Freiheitssiedlung |

### Communes avoisinantes
Les villes et communes suivantes sont limitrophes avec la ville de Zwickau. Elles appartiennent à l'agglomération de Zwickau et sont citées dans le sens des aiguilles d'une montre et selon la direction nord-est d'une boussole :
Mülsen, Reinsdorf, Stadt Wilkau-Haßlau, Hirschfeld (Verwaltungsgemeinschaft Kirchberg), Lichtentanne, Stadt Werdau, Neukirchen, Stadt Crimmitschau, Dennheritz(Verwaltungsgemeinschaft Crimmitschau-Dennheritz) et Glauchau.

## Aperçu historique
| Appartenances historiques Margraviat de Misnie 1156–1423 Électorat de Saxe 1423-1806 Royaume de Saxe 1806–1871 Empire allemand 1871–1918 République de Weimar 1918–1933 Reich allemand 1933–1945 Allemagne occupée 1945–1949 République démocratique allemande 1949–1990 Allemagne 1990–présent |

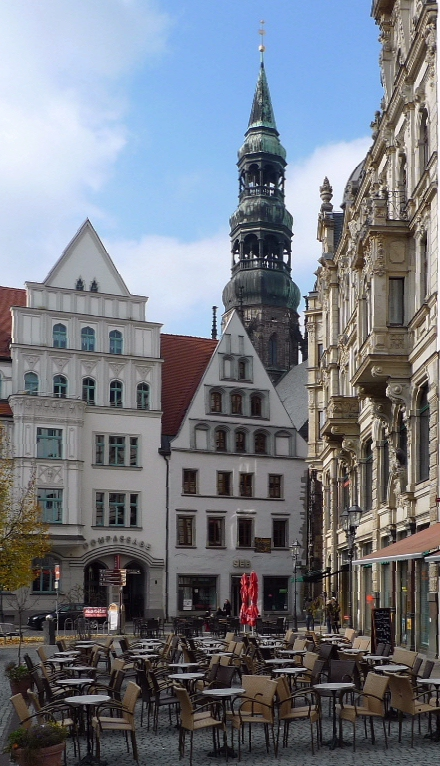
Place centrale

Aux environs du VIIe siècle, des tribus slaves s'installent dans la région. Les premiers établissements de la ville actuelle remontent au début du Moyen Âge : christianisation de la région, la colonisation en 1118 (date la plus ancienne ayant été mentionnée), l'école latine de Zwickau Zwickauer Lateinschule (idem) en 1290.
Déjà dès 1348 ont été prouvées une production et une utilisation de charbon domestique. Zwickau est la première ville européenne après Wittemberg à avoir introduit la réforme luthérienne. Elle est également la seule grande ville de la Saxe, étant restée intacte après la Goldenen Bulle Karls IV de 1356.
Le patricien romain, Martin Römer, à la fin du Moyen Âge, était le premier capitaine fonctionnaire du cercle de l'Erzgebirge.
Au début du XVIe siècle, travaillaient dans la ville, des personnages comme Georgius Agricola, Thomas Müntzer et Martin Luther.
En 1835, Zwickau devient le siège de la Direction régionale et, par conséquent, l'un des quatre chefs des autorités administratives de Saxe.
En 1939, la capitainerie du district Zwickau se rassemble avec les trois autres chefs-district de Saxe Chemnitz, Dresde et Leipzig sur le modèle prussien de la circonscription administrative de la zone sud-ouest.
Depuis la réforme administrative de 1835 résident dans la ville d'importants membres du personnel de l'autorité administrative de la ville, de même pour la direction policière du sud-ouest de la Saxe étaient très représentatives dans les années 1970 du XIXe siècle de l'Empire allemand.
Par le compositeur-musicien Robert Schumann, les peintres expressionnistes de Dresde, Fritz Bleyl et Max Pechstein, August Horch par ses investissements dans le processus de fondement et d'essor de l'industrie automobile à Zwickau avec la naissance des marques Horch (1904) et Audi (1909), ainsi que les victoires en Grand Prix des Flèches d'Argent Auto Union (1934-1939) avec les pilotes Ernst von Delius, Rudolf Hasse, August Momberger, le prince Hermann zu Leiningen, Georg Meier, Tazio Nuvolari, Bernd Rosemeyer, Hans Stuck et Achille Varzi de la division automobile, est depuis les années 1930, connu dans le monde entier, la ville devient très importante et de grande renommée.
Mais c'est aussi grâce à l'acteur contemporain Gert Fröbe surnommé « Le violon rouge de Zwickau » avec ses cheveux roux et connu dans le monde entier en tant qu'acteur de la Goldfinger Auric dans l'éponyme et le plus réussi film de James Bond, avait eu ici aussi son lieu de naissance accentue la notoriété de la ville moderne saxonne. En 1907, Zwickau reçoit le privilège de ville indépendante au niveau du comté. Après la Seconde Guerre mondiale, la circonscription administrative de Zwickau a été dissoute et rattaché au quartier de Karl-Marx-Stadt (nom de remplacement de la ville de Chemnitz sous la RDA). Après la réunification et au cours de la période de restauration du pays, Zwickau a été, à plusieurs reprises, réorganisée. La ville comptait depuis 1944 plus de 100 000 habitants et était jusqu'en 2003 derrière Leipzig, Dresde et Chemnitz, la quatrième ville de l'État libre de Saxe en ce qui concerne la population.
Beate Zschäpe et plusieurs membres du NSU, qui ont perpétré une série d'assassinats racistes en Allemagne entre 2000 et 2007, résidaient jusqu'en 2011 à Zwickau.

## Municipalité

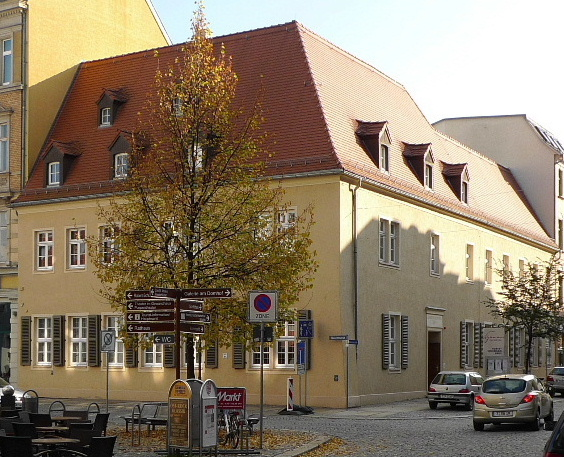
Maison Schumann

Zwickau comprend plusieurs districts, et d'anciennes communes qui lui sont rattachées:
- District central: Centre-ville de Zwickau, secteur nord, secteur ouest, secteur sud, faubourg nord
- District est: secteur de la Pöhlauerstrasse, secteur de la Talstrasse, Eckersbach-village et trois secteurs d'Eckersbach Höhe, Pöhlau, Auerbach
- District nord, les villages de Pölbitz, Weissenborn, Niederhohndorf, Hartmannsdorf, Oberrothenbach, Mosel, Crossen, Schneppendorf, Schlunzig
- District ouest: secteur de la Reichenbacherstrasse et de Freiheitssiedlung, Marienthal-Est et Marienthal-Ouest, Brand
- District sud: Bockwa, Oberhohndorf, Schwedewitz, Niederplanitz, Neuplanitz, Oberplanitz, Hüttelsgrün, Rottmannsdorf, Cainsdorf

## Économie
Zwickau le centre de la « région économique Saxe-Ouest ». C'est aussi la ville des usines de la marque d'automobiles Trabant, voiture populaire à l'époque de la RDA ; le secteur automobile y est toujours présent aujourd'hui avec le groupe allemand Volkswagen AG qui assemble des Golf et des Passat.

## Architecture
- Château d'Osterstein
- Église Saint-Maurice de Zwickau

## Personnes liées
- Fritz Bleyl (1880-1966), peintre expressionniste né à Zwickau.
- Christoph Daum (1953-2024), entraîneur de football.
- Lutz Dombrowski (1959-), champion olympique et d'Europe du saut en longueur.
- Johannes Fleck (1559-1628), pasteur luthérien, y est né.
- Gert Fröbe (1913-1988), acteur.
- Hildebrand Gurlitt (1895-1956), marchand d'art.
- Gregor Haloander (1501-1531), juriste.
- Gotthilf Ludwig Möckel (1838-1915), architecte.
- Katharina Oguntoye (1959-), écrivaine, historienne, militante et poétesse afro-allemande.
- Lars Riedel (1967-), athlète quintuple champion du monde du lancer de disque et champion olympique en 1996.
- Robert Schumann, pianiste et compositeur, né à Zwickau en 1810.
- Hermann Arthur Thost (1854-1937), médecin ORL.

## Jumelages
La ville de Zwickau est jumelée avec :
- Jablonec nad Nisou (Tchéquie) depuis 1971
- Zaanstad (Pays-Bas) depuis 1987
- Dortmund (Allemagne) depuis 1988

## Sports
- Handibasket : RSC Rollis Zwickau évolue en premières divisions allemande et européenne
- Football: FSV Zwickau évoluant en Championnat d'Allemagne de football de troisième division